# ۶۵۶ (پیش از میلاد)
۶۵۶ (پیش از میلاد) ۶۵۶مین سال قبل از تقویم میلادی است.